# Jaan Kaplinski
Jaan Kaplinski, né le 22 janvier 1941 à Tartu en Estonie et mort le 8 août 2021 dans la même ville, est un écrivain et intellectuel estonien, poète, romancier, essayiste et traducteur. C'est l'un des auteurs estoniens les plus connus et les plus traduits au début du XXIe siècle. Il a été lauréat en 2016 du prix européen de littérature.

## Biographie
Jaan Kaplinski naît le 22 janvier 1941 en 1941 à Tartu en Estonie. Son père Jerzy Kaplinski (et), linguiste polonais, est arrêté par le NKVD et meurt en 1943 dans un camp du Goulag ; sa mère Nora Raudsepp-Kaplinski (et), philologue estonienne francophone. Il étudie la linguistique et le français à l'université de Tartu, et s'intéresse à la philosophie, à l'anthropologie, à l'écologie et aux religions traditionnelles,. Il exerce tour à tour les métiers de linguiste, d'éditeur, de sociologue, et de botaniste au Jardin botanique de Tallinn. Son épouse, Tiia Toomet, est elle-même écrivain.
Les premières publications de Jaan Kaplinski sont des recueils de poèmes qui paraissent dans les années 1960, période de renouveau de la littérature estonienne. Il y accorde une place importante à la nature et à l'influence des religions asiatiques, notamment le bouddhisme. 
Au fil du temps, Kaplinski aborde des formes poétiques très diverses et écrit aussi des poèmes en anglais et en finnois, ainsi que dans la langue régionale du sud de l'Estonie, le võro-seto.
Il commence aussi à publier des essais philosophiques en parallèle avec sa poésie, une pièce de théâtre (Le Jour des quatre rois, 1977), et se met assez tard à la prose à la fin des années 1980, avec un poème en prose, Läbi metsa (Dans les bois) puis des écrits autobiographiques, Kust tuli öö (Là d'où vint la nuit, 1990),. Il publie également des récits pour enfants, et il réalise plusieurs traductions vers l'estonien, notamment Alain-Fournier, André Gide et les poèmes de Tomas Tranströmer,. À la fin des années 1990, il publie aussi des récits de science-fiction : Silm (L'Œil) en 1999, puis Hektor en 2000 qui lui valent le prix littéraire de la Fondation culturelle d'Estonie. En 2007, il publie un roman en partie autobiographique, Seesama jõgi (Le Même Fleuve).
Il meurt le 8 août 2021 à Tartu de la maladie de Charcot. 

## Œuvre

### Recueils de poèmes
- 1965 : Les Traces au bord de la source (Jäljed allikal )
- 1966 : Kalad punuvad pesi
- 1967 : De la poussière et des couleurs (Tolmust ja värvidest)
- 1972 : Valge joon Võrumaa kohale
- 1976 : Ma vaatasin päikese aknasse
- 1977 : Uute kivide kasvamine
- 1982 : Raske on kergeks saada
- 1984 : Tule tagasi helmemänd
- 1985 : Le Soir ramène tout (Õhtu toob tagasi kõik
- 1986 : Käoraamat. Luulet 1956-1980 (anthologie)
- 1990 : Hinge tagasitulek
- 1991 : Un bout de vie vécue. Textes 1986-1989 (Tükk elatud elu. Tekste 1986-1989)
- 1995 : Plusieurs étés, plusieurs printemps (Mitu suve ja kevadet )
- 1998 : Öölinnud. Öömõtted. Luuletusi 1995-1997
- 2002 : Le Désir de la poussière, choix et traduction par  Antoine Chalvin, édition bilingue, Marseille, Riveneuve.
- 2005 : Sõnad sõnatusse (poèmes en estonien et en russe)
- 2005 : Vaikus saab värvideks
- 2008 : Teiselpool järve
- 2016 : Raske on kergeks saada / Difficile de devenir léger (édition bilingue) collection Passerelles en poésie, Paradigme Orléans, France

### Théâtre
- 1977 : Le Jour des quatre rois (Neljakuningapäev)
- 1980 : Liblikas ja peegel

### Fictions et écrits en prose
- 1990 : Là d'où vint la nuit (Kust tuli öö)
- 1990 : Le Nouveau Monde (essai)
- 1993 : Teekond Ayia Triadasse (récit de voyage)
- 1995 : La Glace et le Titanic (Jää ja Titanic, essai)
- 2000 : Kevad kahel rannikul ehk Tundeline teekond Ameerikasse (récit de voyage)
- 2000 : L'Œil / Hektor (Silm / Hektor, récits de science-fiction)
- 2003 : Isale
- 2007 : Le Même Fleuve (Seesama jõgi, roman autobiographique)
- 2009 : Jää ...

### Livres pour enfants
- 1975, avec Tiia Toomet : Kuhu need värvid jäävad
- 1977 : Udujutt
- 1977 : Kes mida sööb, kes keda sööb
- 1980 : Jänes
- 1987 : Jalgrataste talveuni
- 2005 : Kaks päikest
- 2006 : Põhjatuul ja lõunatuul

## Distinctions
- Prix Eino Leino en 1992[5]
- Grand prix de littérature de l'Assemblée baltique en 1997[4]
- Prix littéraire de la Fondation culturelle d'Estonie pour ses récits de science-fiction Silm (L'Œil) en 1999, puis Hektor en 2000[2]
- Prix Max-Jacob étranger, pour son premier recueil de poèmes traduit en français, Le désir de la poussière (paru en 2002) en 2003[4]
- Prix européen de littérature en 2016